# 梅特蘭 (密蘇里州)
梅特蘭（英語：Maitland）是位於美國密蘇里州霍爾特縣的城市。

## 人口
根據2020年美國人口普查的數據，梅特蘭的面積為0.81平方千米，皆為陸地。當地共有人口276人，而人口密度為每平方千米341人。